# Pleurozia paradoxa
Pleurozia paradoxa là một loài rêu trong họ Pleuroziaceae. Loài này được Schiffner mô tả khoa học đầu tiên.